# 乗行周貴
乗行周貴（のりゆき まわき、1985年12月25日 - ）は、兵庫県神戸市出身のメイクアドバイザー。別名Mawaki、山本周貴。
美容師免許は取得していない。

## 経歴
兵庫県神戸市出身。中学校卒業。嶋田ちあきメイクアップアカデミー（美容師養成施設ではない）で学ぶ。2012年シンガポールに拠点を移したのち、帰国後はメイクセミナーを開催。